# Quicktime-event

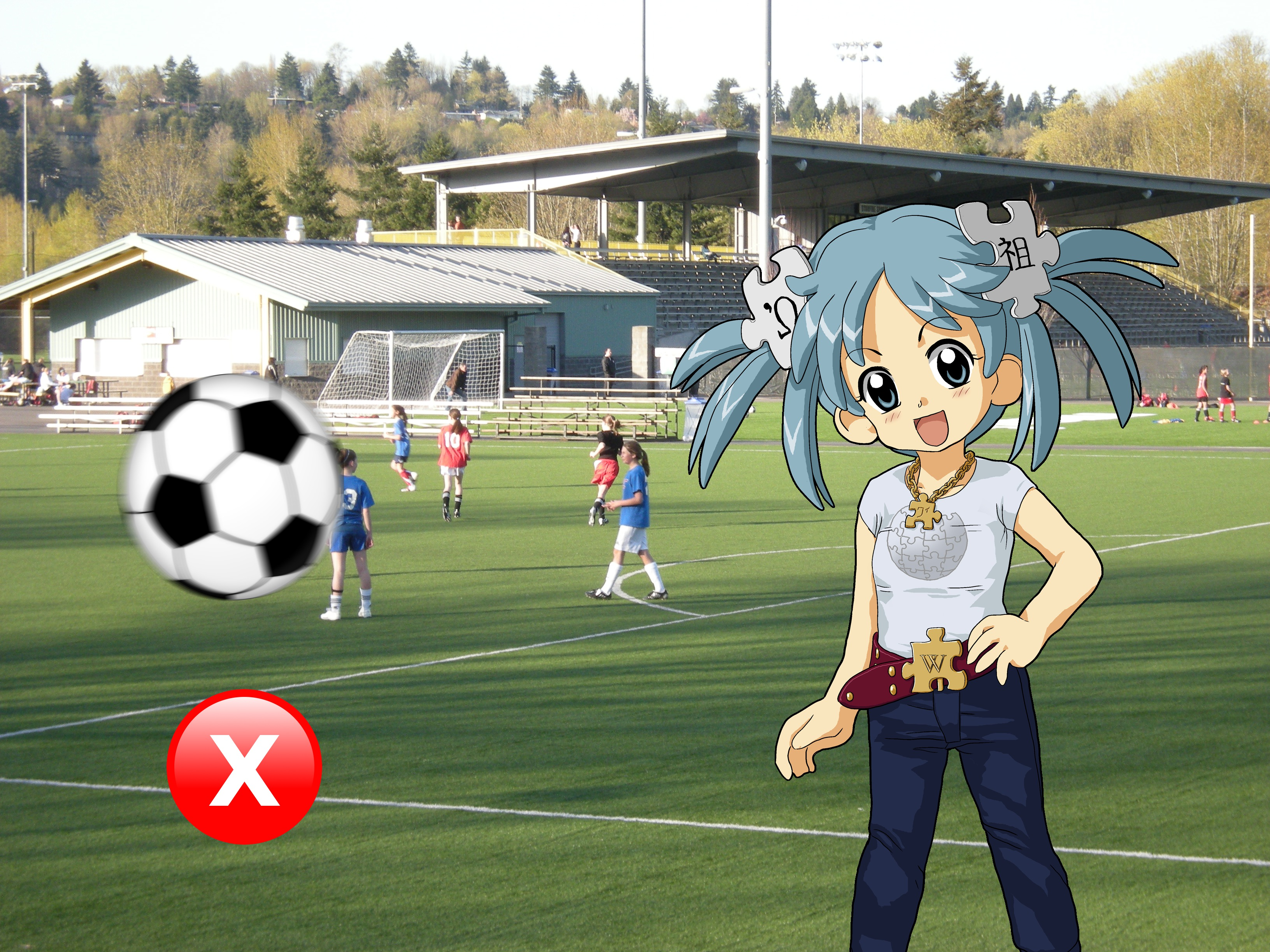
Voorbeeld van een QTE waarbij de speler op de X-knop moet drukken zodat het personage de bal kan ontwijken.

Een quicktime-event (QTE) is een methode in computerspellen voor contextgevoelige gameplay waarin de speler een bepaalde actie uitvoert direct na een instructie op het beeldscherm. Een QTE biedt de mogelijkheid voor beperkte controle van het spelverloop of een karakter voor of tijdens een cutscene of videofragment.
De term "quicktime-event" wordt toegeschreven aan de Japanse spelontwikkelaar Yu Suzuki, regisseur van de spelreeks Shenmue. In deze spellen wordt hevig gebruik gemaakt van zogenaamde "quicktimer-events" waarin de speler acties moet uitvoeren binnen een zeer korte tijd. De volgorde van de acties bepaalt hiermee het spelverloop.

## Geschiedenis
Begin jaren 80 kwamen er interactieve videospellen uit op laserdisk met videoclips die leken op een tekenfilm in plaats van blokkerige figuren in de toen gangbare spelcomputers. De gameplay bestond veelal uit het indrukken van een knop op het juiste moment om te voorkomen dat de speler opnieuw moest starten. Enkele voorbeelden uit die tijd zijn de spellen Dragon's Lair (1983), Cliff Hanger (1983), Road Avenger (1985) en Time Gal (1985).
Moderne spellen die gebruik maken van quicktime-events zijn Resident Evil-serie, Uncharted, Shenmue III, God of War-serie en Ace Combat.

## Techniek
QTE's laten de speler instructies op het beeldscherm volgen en knoppen indrukken binnen de gestelde tijd. Moderne computerspellen laten de speler bewegingen uitvoeren met de joystick of gamepad. De aanwijzingen worden hierbij als grafische afbeeldingen getoond.

## Gemengde ontvangst
Het gebruik van QTE's wordt gemengd ontvangen door journalisten en spelers, en is veelal een punt van discussie. Als voordelen worden genoemd de naadloze overgang van videofragment naar QTE, en de spanning in spellen. Daarentegen wordt het als een zwak punt in gameplay genoemd, en dwingt de speler acties te herhalen voordat deze door mag spelen. Vooral in actiespellen wordt het gezien als spelbederf. Daarnaast leidt het tot frustratie voor de speler.